# Dragutin Esser

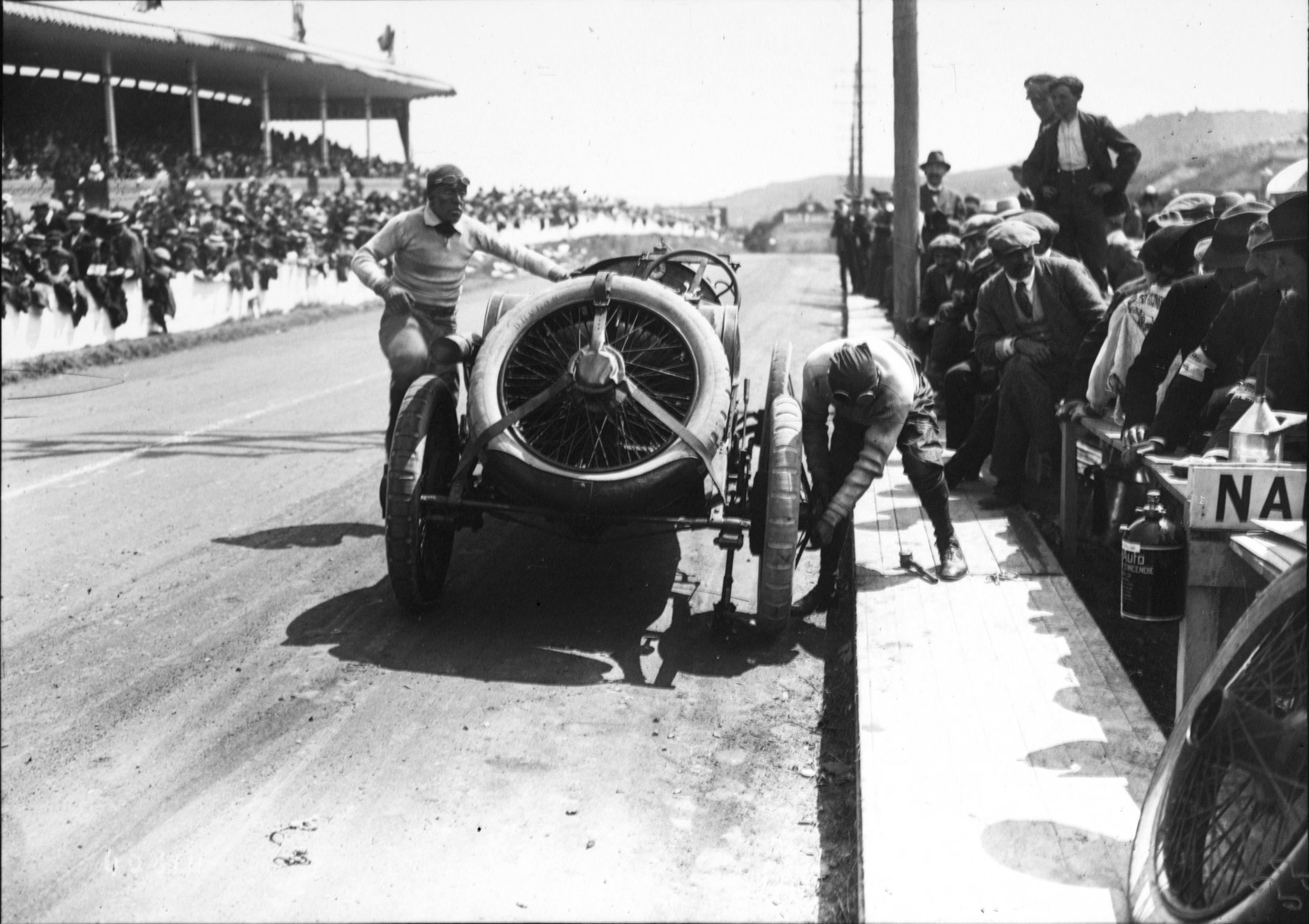
Dragutin Esser během Grand Prix Francie 1914

Dragutin Esser byl francouzský automobilový závodník a designér.
Dragutin Esser navrhl dva vozy s objemy motoru 2025 cm³ a 2253 cm³, které firma SA Mathis vyráběla v licenci firmy Stoewer.
Vozy Mathis, které řídil Dragutin Esser nebo Émile Mathis dosáhly mnoha úspěchů v automobilových soutěžích:
- Grand Prix du Mans – 1911
- Grand Prix de l'A.C.F. – 1913
- Tour de France automobile – 1913, pro poruchu motoru nedojel[1]

a v dalších závodech v Evropě včetně Spojeného království a Irska.
V červenci 1914 se Esser (jako soukromá osoba) s belgickým vozem Nagant účastnil Grand Prix Francie 1914 a dojel na šestém místě.